# María Enriqueta de Nevers

Blasón de los Gonzaga-Nevers en el 1565.

María Enriqueta de Nevers o Enriqueta Gonzaga de Cléveris (París, 3 de septiembre de 1571 - ib., 3 de septiembre de 1601) fue una noble francesa, la segunda hija de Luis Gonzaga-Nevers (1539-1595), duque de Nevers y Rethel, y de Enriqueta de Cléveris (1542-1601). Tuvo como padrino de bautismo al conde de Angiò Enrico, hijo de Enrique II, que fue luego el rey Enrique III de Francia.
Se casó en febrero de 1599 con Enrique de Mayena. No tuvieron hijos.
Enriqueta murió de parto en París en el año 1601, día de su 30.º cumpleaños.